# 中缅玉凤花
中缅玉凤花（学名：Habenaria shweliensis）为兰科玉凤花属下的一个种。

## 扩展阅读
- 維基物種上的相關：中缅玉凤花